# Ossubtus xinguense
Ossubtus xinguense és una espècie de peix de la família dels caràcids i de l'ordre dels caraciformes.

## Morfologia
- Els mascles poden assolir 17,6 cm de llargària total.[3]

## Alimentació
Menja algues.

## Hàbitat
Viu en zones de clima tropical entre 22 °C - 25 °C de temperatura.

## Distribució geogràfica
Es troba a Sud-amèrica: conca del riu Xingu al Brasil.